# Хаяси, Юки
Юки Хаяси (яп. 林 勇気; род. 2 октября 1984, Каваниси, Хиого) — японская лучница, выступающая в соревнованиях по стрельбе из олимпийского лука. Участница Олимпийских игр.

## Карьера

### Летние Олимпийские игры 2008 года
На летних Олимпийских играх 2008 года в Пекине Хаяси в рейтинговом раунде с 616 очками заняла 48-е место. В финальной части соревнований она попала на Кристину Эсебуа в первом раунде. Лучница из Грузии и Хаяси набрали по 102 очка, после чего была назначена перестрелка. Решающим выстрелом Эсебуа набрала 9 очков, а Хаяси 8.
Вместе с Саёко Китабатаке и Нами Хаякава она также приняла участие в командном зачете. Её 616 очков в сумме с 616 Китабатаке и 649 Хаякавы принесли японской команде седьмую позицию после рейтингового раунда. В первом матче плей-офф они победили колумбийскую сборную со счетом 206:199, но затем попали на Великобританию, занимавшую после рейтингового раунда второе место, и проиграли со счетом 196:201.

### Летние Олимпийские игры 2016 года
Хаяси принимала участие на Олимпийских играх 2016 года в Рио-де-Жанейро. В рейтинговом раунде она стала 59-й, набрав 591 очко. В матче первого раунда плей-офф индивидуальных соревнований против китаянки У Цзясинь, Хаяси свела вничью первый сет, однако затем проиграла три подряд и выбыла из соревнований.
Саори Нагаминэ, Юки Хаяси и бронзовый призер Олимпиады-2012 Каори Каванака одержали в командном турнире убедительную победу над Украиной со счетом 6:2 в матче первого раунда, но затем попали на будущих чемпионок из Южной Кореи в четвертьфинале, проиграв матч 1:5.